# DreamBoat
dreamBoat (ドリームボート)は、芸能界唯一無二の男装アイドル総合エンタテイメントプロジェクト。

## 概要
2019年3月に男装アイドル総合エンタテイメントプロジェクトとして活動を開始。所属ユニットはケイダッシュステージとインペリアルレコードに所属している。男装アイドルのパイオニア・風男塾が築き上げてきたチェンメン文化をさらに広げる為に活動中。

## 来歴

### 男装アイドル始動
2007年
- 9月24日、中野腐女子シスターズのライブ『腐女らNight LIVE Vol.6 〜腐女が如く〜』にて中野腐男子ブラザーズ（のちの「腐男塾」、現「風男塾」）が始動。

2008年
- 9月24日、「腐男塾」が テイチクエンタテインメント インペリアルレコードより『男坂』でCDデビュー。

2011年
- 7月16日、グループ名を「風男塾」に改名することを発表。
- 11月25日、『がば生!はなわレコード』において同年12月29日に行われる「ビッグ風ォースLIVE2011〜風凛華賛〜」を持って中野風女シスターズは音楽活動を休止し、今後は風男塾として活動を続けることを発表。

### イケメン女子プロジェクト
2013年秋 - 2014年冬
- 風男塾弟分オーディションが開催され約5000人の中から12人が合格者となりその内7人がTHE HOOPERS、5人がAXELLとして活動を開始。2014年5月2日、インターネット番組「イケ☆スタ」において初お披露目され、同年8月に開催された「TOKYO IDOL FESTIVAL 2014」において、風男塾・THE HOOPERS・AXELLの3組初共演を果たす。

2015年
- 3月4日、THE HOOPERSがユニバーサルシグマより1stシングル『イトシコイシ君恋シ』をリリースし、メジャーデビューを果たす。

2016年
- 8月31日、AXELLが「AXELL with ばなにゃ（CV.梶裕貴）」として、一般流通としては自身初のシングル作品「ラッキーホリデー」を発売。

2017年
- 6月25日、風男塾ワンマンライブ「ソラニサクハナ」にTHE HOOPERSがゲスト出演。同年7月・８月開催の風男塾・THE HOOPERS 初のコラボフェス「イケメン♀パラダイス 2017」のテーマソング「キラッとL☆VE」を初披露。

2018年
- 12月6日、SHOWROOMでの放送にてイケメン女子プロジェクト大改革を行うとしTHE HOOPERSとしての活動は2019年1月25日のワンマンライブがラストになる事、AXELLとしての活動は2019年2月3日のワンマンライブがラストになる事、春に新プロジェクトとして新たに登場する事を発表。

### dreamBoat発足

#### 2019年
- 3月1日、男装総合エンタテイメントプロジェクト「dreamBoat」が発足した。このプロジェクトには、既に男装アイドルとして活動している風男塾に加え、新生男装アイドルとしてael-アエル-とEUPHORIAが所属し活動することが発表された。
- 4月7日、『dreamBoat convention 2019』で「ael-アエル-」と「EUPHORIA」が初披露された。
- 4月12日、dreamBoatの公式サイトが本格オープンした。
- 7月24日、ael-アエル-が「終わりなきラプソディ」でメジャーデビューを果たした。
- 8月28日、EUPHORIAが「NEW HORIZON」でメジャーデビューを果たした。
- 9月28日、EUPHORIAの世梨沢伊織がグループを卒業。
- 10月6日、dreamBoat所属グループの合同ライブ「#だんぱら_フェス」が開催された。
- 11月10日、風男塾の藤守怜生がグループを卒業。

#### 2020年
- 1月7日、風男塾に神那橙摩・偉舞喜雅が加入。
- 2月11日、ael-アエル-の奏未来・祈夜星波・花園千知がグループを卒業。
- 4月4日、風男塾の桜司爽太郎・香月大弥がグループを卒業。
- 7月17日、風男塾の草歌部宙がグループを卒業。
- 12月26日、ael-アエル-の日和乃愛がグループを卒業。
- 12月30日、風男塾に柚希関汰が加入。

#### 2021年
- 1月17日、風男塾に英城凛空、葉崎アランが加入。
- 3月25日、風男塾の愛刃健水がグループを卒業。
- 7月4日、ael-アエル-の綾目夏向がグループを卒業。
- 7月15日、ael-アエル-に逢坂朔玖、八雲杏、碇たくみが加入。
- 10月8日、風男塾・ael-アエル-・EUPHORIA(海憧乙綺・翔咲心)で初の合同オリジナル楽曲をリリースすることが発表された。
- 11月14日、「EUPHORIA FINAL LIVE～Dia Felice～」を持ってEUPHORIAが活動終了。また、EUPHORIAの海憧乙綺・翔咲心と新メンバー2人(彩浪遥斗・流雅真紗斗)による新グループ「BOP」が発表され、同年12月4日に開催される「#だんぱら_フェス4」から活動開始することを発表。
- 12月4日、#だんぱら_フェス4にてBOPが活動が開始、またオープニングアクトとしてdreamBoat研究生がお披露目された。

#### 2022年
- 2月17日、風男塾の紅竜真咲がグループを卒業した。これにより風男塾からdreamBoat発足時のメンバー全員が卒業した。
- 3月31日、ael-アエル-が活動終了。
- 4月7日、ael-アエル-のメンバーで構成された新グループ「Pipping Hot」が結成される。
- 4月8日、風男塾の偉舞喜雅・神那橙摩がグループを卒業。
- 5月3日、風男塾に胡桃沢鼓太郎、凰紫丈源、赤星良宗とdreamBoat研究生の天堂太陽が加入。
- 6月4日、dreamBoat研究生に友夢と響玖が加入。また、同日にdreamBoat研究生公式Twitterを開設。
- 10月8日、『風男塾 LIVE 2022〜風流三昧〜』にてdreamBoat研究生がオープニングアクトとして出演した。またdreamBoat研究生新メンバーとして想太が加入、お披露目された。
- 10月9日、dreamBoat研究生公式Twitterにて研究生の翔流が同日で卒業することを発表。

#### 2023年
- 5月24日、BOPオフィシャルファンクラブにて同年9月9日をもってBOPが解散することを発表。
- 9月9日、「BOP FINAL LIVE 〜Eternal Flame〜」をもってBOPが活動終了。
- 10月25日、Pipping Hotオフィシャルファンクラブにて翌年2月12日をもってPipping Hotが解散することを発表。

#### 2024年
- 2月12日、「Pipping Hot FINAL ONEMAN LIVE ～5EVA～」をもってPipping Hotが活動終了。
- 4月30日、公式SNSにてdreamBoat研究生の想太が5月22日に行う「BP LIVE」をもって学業に専念するためグループ活動を一時休止する事を発表した。
- 8月24日、公式SNSにて活動休止中のdreamBoat研究生、想太が8月31日に行われる「JAPAN IDOL SUPER LIVE 2024@ 残暑の陣編」の特典会をもって（ライブには参加せず）卒業する事を発表し、8月31日に卒業した。

#### 2025年
- 1月11日、dreamBoat研究生の公式Xにて1月21日に行われる「BP LIVE」をもって現体制の活動を終了する事を報告した。それに伴い、梨人、友夢、響玖、永牙はdreamBoat研究生を卒業し、吟華もdreamBoat研究生は卒業するがdreamBoat Project所属のままタレント活動、音楽活動を続けていく事も併せて報告した[7]。1月21日、梨人、友夢、響玖、永牙が卒業した。
- 4月21日、dreamBoat研究生の公式Xにて吟華が家の事情により5月20日の「BP LIVE」をもってdreamBoat Projectから卒業する事を報告した。

## 所属ユニット

### 風男塾
7人組男装ユニット。男装ユニットの“パイオニア”。活動理念は「人を元気にする」で、全ての歌やパフォーマンスは、その理念を果たすためのもの。日本のみならずアジアCDデビュー、10〜20代の女性を中心に、圧倒的な支持を得ている。集英社の『マーガレット』での漫画化や全日本プロレスとのコラボ企画、男性ファッション誌のモデルを行うなどジャンルを問わずに幅広く活動している。
| メンバー     | メンバー           | メンバー                       | メンバー | メンバー       | メンバー | メンバー | メンバー      | メンバー | メンバー           | メンバー                   |
| 名前         | なまえ             | 愛称                           | 誕生日   | 加入日         | 出身地   | 血液型   | 色            | オタ属性 | グループ内ユニット | 備考                       |
| ------------ | ------------------ | ------------------------------ | -------- | -------------- | -------- | -------- | ------------- | -------- | ------------------ | -------------------------- |
| 柚希関汰     | ゆずきかんた       | かんたくん                     | 7月31日  | 2020年12月30日 | 神奈川県 | A        | 柚            | 筋トレ   |                    | 関谷真由 MC担当            |
| 英城凛空     | はなしろりく       | りっくん                       | 5月18日  | 2021年1月17日  | 三重県   | O        | 空            | ゲーム   |                    | 早見紗英 五代目告知担当    |
| 葉崎アラン   | はざきあらん       | アランくん                     | 8月13日  | 2021年1月17日  | ソウル   | A        | 葉            | カメラ   |                    | 津崎佑美 あおり担当        |
| 胡桃沢鼓太郎 | くるみざわこたろう | こたくん                       | 10月28日 | 2022年5月3日   | 東京都   | A        | 桃            | 太鼓     |                    | 岡ももこ                   |
| 天堂太陽     | てんどうたいよう   | たいようくん、キューピーちゃん | 5月15日  | 2022年5月3日   | 愛知県   | A        | サン オレンジ | イラスト |                    | 猫田陽美 元dreamBoat研究生 |
| 赤星良宗     | あかぼしよしむね   | よしむー、よしくん             | 6月10日  | 2022年5月3日   | 宮城県   | O        | 赤            | カクテル |                    | 山田綺良々                 |
| 凰紫丈源     | こうしじょうげん   | げんくん                       | 4月18日  | 2022年5月3日   | 沖縄県   | O        | 紫            | スポーツ |                    | 瀬良垣寧凰                 |

| 卒業メンバー            | 卒業メンバー                  | 卒業メンバー                   | 卒業メンバー   | 卒業メンバー | 卒業メンバー | 卒業メンバー | 卒業メンバー    | 卒業メンバー          | 卒業メンバー   | 卒業メンバー   | 卒業メンバー                                                   | 卒業メンバー                      |
| 名前                    | なまえ                        | 愛称                           | 生年月日       | 年齢         | 出身地       | 血液型       | 色              | オタ属性              | 加入日         | 卒業日         | グループ内ユニット                                             | 備考                              |
| ----------------------- | ----------------------------- | ------------------------------ | -------------- | ------------ | ------------ | ------------ | --------------- | --------------------- | -------------- | -------------- | -------------------------------------------------------------- | --------------------------------- |
| ザン・黄更城 （黄島斬） | ざん・きさらぎ （きじまざん） | ザン                           | 1986年10月28日 | 38歳         | 熊本県       | O            | 金              | 健康                  | 2007年3月2日   | 2008年3月15日  |                                                                | スザンヌ                          |
| 彩黄寛兵衛              | さいきかんべえ                | 寛ちゃん                       | 1987年4月9日   | 38歳         | 埼玉県       | A            | 黄              | 料理                  | 2008年12月5日  | 2009年11月13日 |                                                                | 新井寛乃                          |
| 紫集院曜介              | しじゅういんようすけ          | よーくん                       | 1981年4月29日  | 44歳         | 茨城県       | A            | 紫              | コスプレ              | 2006年9月8日   | 2011年7月16日  |                                                                | 腐男塾部長 乾曜子                 |
| 流原蓮次                | るはられんじ                  | 蓮様                           | 1985年2月12日  | 40歳         | 京都府       | AB           | オレンジ        | ゲーム 漫画           | 2008年11月21日 | 2013年9月22日  | URAREN                                                         | 原田まりる                        |
| 武器屋桃太郎            | ぶきやももたろう              | ももくん                       | 1984年3月13日  | 41歳         | 埼玉県       | O            | 桃              | アニメ                | 2006年10月6日  | 2014年10月24日 | デジキャトル                                                   | 腐男塾副部長 喜屋武ちあき         |
| 雪村涼真                | ゆきむらりょうま              | 師匠、りょうまくん、ほたてぬこ | 1993年9月18日  | 31歳         | 大阪府       | O            | 雪              | 高校野球              | 2011年12月5日  | 2015年10月14日 | デジキャトル                                                   | 福見真紀                          |
| 緑川狂平                | みどりかわきょうへい          | きょへ、きょうくん             | 1986年4月6日   | 39歳         | 新潟県       | A            | 緑              | 妖精 爬虫類           | 2006年9月8日   | 2016年4月5日   | デジキャトル                                                   | 京本有加                          |
| 赤園虎次郎              | あかぞのこじろう              | 虎次くん、虎次                 | 1989年7月10日  | 35歳         | 北海道       | O            | 赤              | ファッション          | 2007年3月2日   | 2017年3月17日  | コンサ・ドゥ・ワニーナ コンサ・ドゥ・ワニーナワニーナ          | 虎南有香                          |
| 青明寺浦正              | せいみょうじうらまさ          | まーくん、うらまさくん         | 1986年6月2日   | 39歳         | 神奈川県     | O            | 青              | プロレス （アイドル） | 2006年9月8日   | 2017年3月17日  | デジキャトル URAREN                                            | 浦えりか 初代告知担当             |
| 仮屋世来音              | かりやせらいと                | らいと、らいらい               | 1993年8月26日  | 31歳         | 大阪府       | AB           | ライト オレンジ | ダンス                | 2014年12月19日 | 2018年12月30日 | コンサ・ドゥ・ワニーナワニーナ                                 | 下仮屋カナエ 二代目告知担当       |
| 瀬斗光黄                | せとこうき                    | こうきくん、神様               | 1991年9月16日  | 33歳         | 福岡県       | O            | 黄              | ミステリー            | 2010年4月28日  | 2019年2月11日  | W♠︎PRINCE                                                       | 瀬口かな                          |
| 藤守怜生                | ふじもりれお                  | れお様                         | 1993年8月5日   | 31歳         | 青森県       | B            | 藤              | ニオイ                | 2016年4月8日   | 2019年11月10日 |                                                                | 藤田怜                            |
| 桜司爽太郎              | おうじそうたろう              | 爽ちゃん、そたと、爽くん       | 1994年1月20日  | 31歳         | 青森県       | B            | 桜              | ラーメン              | 2019年1月9日   | 2020年4月4日   |                                                                | 東さくら （後に結木さくらに改名） |
| 香月大弥                | かつきだいや                  | だーくん、だいや、やっぴ       | 1995年12月12日 | 29歳         | 北海道       | B            | 月              | ゲーム コスプレ       | 2019年1月9日   | 2020年4月4日   |                                                                | 明音亜弥                          |
| 草歌部宙                | くさかべそら                  | おそら                         | 1995年10月25日 | 29歳         | 広島県       | B            | 草              | アニメ                | 2017年3月10日  | 2020年7月17日  |                                                                | タナベエミ 三代目告知担当         |
| 愛刃健水                | あいばけんすい                | けんちゃん、らぶけん           | 1990年2月6日   | 35歳         | 大阪府       | A            | 水              | 健康                  | 2011年12月5日  | 2021年3月25日  | W♠︎PRINCE コンサ・ドゥ・ワニーナ コンサ・ドゥ・ワニーナワニーナ | 長谷川愛                          |
| 紅竜真咲                | くりゅうまさき                | まさき、くりゅりゅん           | 1994年9月20日  | 30歳         | 熊本県       | A            | 紅              | 韓国                  | 2017年3月10日  | 2022年2月17日  |                                                                | 末吉咲子 メンバー随一のナルシスト |
| 神那橙摩                | かんなとうま                  | とうま                         | 2001年3月1日   | 24歳         | 北海道       | A            | 橙              | ディズニー            | 2020年1月7日   | 2022年4月8日   |                                                                | 小森虹那 四代目告知担当(内容係)   |
| 偉舞喜雅                | いぶきみやび                  | みやびーーむ、みやびん         | 2001年10月24日 | 23歳         | 佐賀県       | A            | 雅              | ダンス                | 2020年1月7日   | 2022年4月8日   |                                                                | YUUGA 四代目告知担当(日付係)      |

### dreamBoat研究生
神田明神ホールで行われた「#だんぱら_フェス4」のオープニングアクトにて初お披露目した。
| メンバー | メンバー | メンバー | メンバー | メンバー | メンバー   |
| 名前     | なまえ   | 出身地   | 担当色   | 誕生日   | お披露目日 |
| -------- | -------- | -------- | -------- | -------- | ---------- |
|          |          |          |          |          |            |

| 卒業メンバー | 卒業メンバー | 卒業メンバー | 卒業メンバー   | 卒業メンバー | 卒業メンバー   | 卒業メンバー   | 卒業メンバー                                     |
| 名前         | なまえ       | 出身地       | 担当色         | 誕生日       | お披露目日     | 卒業日         | 備考                                             |
| ------------ | ------------ | ------------ | -------------- | ------------ | -------------- | -------------- | ------------------------------------------------ |
| 太陽         | たいよう     | 愛知県       | 研究生時はなし | 05月15日     | 2021年12月04日 | 2022年05月03日 | 天堂太陽(てんどうたいよう)として風男塾に加入     |
| 翔流         | かける       | 埼玉県       | なし           | 04月22日     | 2021年12月04日 | 2022年10月09日 | 研究生の活動を通して別に学びたいものができたため |
| 想太         | そうた       | 長崎県       | なし           | 05月23日     | 2022年10月08日 | 2024年08月31日 | 新しい夢に向かって頑張っていきたいとのこと       |
| 永牙         | えいが       | 兵庫県       | オレンジ       | 02月14日     | 2021年12月04日 | 2024年01月21日 | 現体制終了に伴い卒業                             |
| 吟華         | ぎんが       | 青森県       | ブルー         | 07月18日     | 2021年12月04日 | 2024年01月21日 | 現体制終了に伴い卒業 dreamBoat Projectには所属   |
| 梨人         | りひと       | 東京都       | レッド         | 012月4日     | 2021年12月04日 | 2024年01月21日 | 現体制終了に伴い卒業                             |
| 友夢         | とむ         | 愛知県       | イエロー       | 12月31日     | 2022年06月04日 | 2024年01月21日 | 現体制終了に伴い卒業                             |
| 響玖         | ひびき       | 茨城県       | パープル       | 08月25日     | 2022年06月04日 | 2024年01月21日 | 現体制終了に伴い卒業                             |

### 活動終了したグループ

#### EUPHORIA
4人組王子様系男装ユニット。『dreamBoat』内で最年少グループ。グループ名には多幸感・幸福感で、関わる人みんなを幸せに包むという願いが込められている。2021年11月14日に活動終了。
| メンバー  | メンバー        | メンバー | メンバー | メンバー | メンバー      | メンバー |
| 名前      | なまえ          | 愛称     | 担当色   | 年齢     | 生年月日      | 特技     |
| --------- | --------------- | -------- | -------- | -------- | ------------- | -------- |
| 翔咲 心   | とさき こころ   | こころん | 黄       | 24歳     | 2000年9月14日 |          |
| 海憧 乙綺 | かいどう いつき | いっくん | 緑       | 25歳     | 1999年7月13日 | ダンス   |

| 卒業メンバー | 卒業メンバー    | 卒業メンバー | 卒業メンバー | 卒業メンバー | 卒業メンバー  | 卒業メンバー    |
| 名前         | なまえ          | 愛称         | 担当色       | 年齢         | 生年月日      | 特技            |
| ------------ | --------------- | ------------ | ------------ | ------------ | ------------- | --------------- |
| 世梨沢 伊織  | せりざわ いおり | いおりん     | 紫           | 23歳         | 2002年3月16日 | コスプレ ドラム |
| 詩織 叶逢    | うたおり とあ   | うたくん     | 赤           | 26歳         | 1998年7月3日  |                 |
| 碧井 湊都    | あおい みなと   | 湊都様       | 青           | 24歳         | 2001年2月3日  | 空手 (黒帯)     |

### ael-アエル-
5人組セルフプロデュース型ロック系男装ユニット。名前の意味はall eternal love（すべての永遠の愛）の頭文字と『会える』のダブルミーニング。2022年3月31日に活動終了。
| メンバー  | メンバー        | メンバー            | メンバー | メンバー | メンバー       | メンバー                       |
| 名前      | なまえ          | 愛称                | 担当色   | 年齢     | 生年月日       | 特技                           |
| --------- | --------------- | ------------------- | -------- | -------- | -------------- | ------------------------------ |
| 有光 陽稀 | ありみつ はるき | ありみっちゃん      | 青       | 30歳     | 1994年11月26日 | ゲーム                         |
| 雫月 LEE  | しづき りー     | しづくん            | 緋       | 26歳     | 1998年10月9日  | ダンス                         |
| 逢坂 朔玖 | あいさか さく   | さっくん            | 黄       | 23歳     | 2002年1月8日   | リサーチ                       |
| 八雲 杏   | やくも きょう   | やぐもん            | 紫       | 24歳     | 2000年7月12日  | 相手のパーソナルカラーがわかる |
| 碇 たくみ | いかり たくみ   | たっくん たくみ先生 | 緑       | 25歳     | 1999年9月10日  | ダンス・側転・I字バランス      |

| 卒業メンバー | 卒業メンバー    | 卒業メンバー | 卒業メンバー | 卒業メンバー | 卒業メンバー  | 卒業メンバー  |
| 名前         | なまえ          | 愛称         | 担当色       | 年齢         | 生年月日      | 特技          |
| ------------ | --------------- | ------------ | ------------ | ------------ | ------------- | ------------- |
| 奏 未来      | かなで みらい   | かなで       | 白           | 31歳         | 1994年6月6日  | 歌            |
| 祈夜 星波    | いりや せな     | いりやん     | 黄           | 29歳         | 1995年9月1日  | アクロバット  |
| 花園 千知    | はなぞの せしる | はなくん     | 緑           | 28歳         | 1997年2月7日  | コスプレ 愛嬌 |
| 日和 乃愛    | ひより のあ     | ひよりん     | 紫           | 25歳         | 2000年3月22日 | ひなたぼっこ  |
| 綾目 夏向    | あやめ かなた   | かなた       | 空           | 28歳         | 1996年7月9日  | 校閲          |

### BOP
元EUPHORIAの翔咲心と海憧乙綺に新メンバー2人(彩浪遥斗・流雅真紗斗)を加えた4人組男装アイドルグループ。グループ名はBest Over Poweredの略で、その意味の "最高に圧倒的であれ"をテーマに結成された。なお bop の単語自体は スラングで「めっちゃいい曲」「神曲」という意味があり、元々はbe-bopのBop（パップダンスを踊る）が由来である。

| メンバー    | メンバー        | メンバー | メンバー | メンバー | メンバー                   | メンバー |
| 名前        | なまえ          | 愛称     | 担当色   | 生年月日 | 趣味 特技                  |          |
| ----------- | --------------- | -------- | -------- | -------- | -------------------------- | -------- |
| 翔咲 心     | とさき こころ   | こころん | 黄       | 9月14日  | 1人カラオケ シャンジュマン |          |
| 海憧 乙綺   | かいどう いつき | いっくん | 緑       | 7月13日  | ゲーム 野菜栽培            |          |
| 彩浪 遥斗   | あやなみ はると | はーくん | 青       | 2月9日   | 服・靴集め ハウスダンス    |          |
| 流雅 真紗斗 | りゅうが まさと | まーくん | 赤       | 8月25日  | 作詞作曲 アニメ鑑賞 他撮り |          |

### Pipping Hot
2022年4月7日にael-アエル-の有光陽稀・雫月Lee・八雲杏・逢坂朔玖・碇たくみで結成された男装アイドル。
| メンバー  | メンバー        | メンバー            | メンバー | メンバー | メンバー       | メンバー |
| 名前      | なまえ          | 愛称                | 担当色   | 年齢     | 生年月日       | 特技     |
| --------- | --------------- | ------------------- | -------- | -------- | -------------- | -------- |
| 有光 陽稀 | ありみつ はるき | ありみっちゃん      | 青       | 30歳     | 1994年11月26日 |          |
| 雫月 LEE  | しづき りー     | しづくん            | 緋       | 26歳     | 1998年10月9日  |          |
| 逢坂 朔玖 | あいさか さく   | さっくん            | 黄       | 23歳     | 2002年1月8日   |          |
| 八雲 杏   | やくも きょう   | やぐもん            | 紫       | 24歳     | 2000年7月12日  |          |
| 碇 たくみ | いかり たくみ   | たっくん たくみ先生 | 緑       | 25歳     | 1999年9月10日  |          |

## 個人
- 吟華

## チーム編成
dreamBoatとしてのシングルリリースに伴いチーム編成が行われた。

イベントなどをする際にチームに分かれて行うことがある。
| #                | チーム名           | 所属             | メンバー                               |
| 夢限大セイリング | 夢限大セイリング   | 夢限大セイリング | 夢限大セイリング                       |
| ---------------- | ------------------ | ---------------- | -------------------------------------- |
| チームa          | 8ギョプサルAセット | 風男塾           | 偉舞喜雅・英城凛空・葉崎アラン         |
| チームa          | 8ギョプサルAセット | ael-アエル-      | 有光陽稀・八雲杏・碇たくみ             |
| チームa          | 8ギョプサルAセット | EUPHORIA         | 海憧乙綺                               |
| チームb          | しちふくじんb      | 風男塾           | 紅竜真咲・神那橙摩・柚希関汰           |
| チームb          | しちふくじんb      | ael-アエル-      | 雫月LEE・逢坂朔玖                      |
| チームb          | しちふくじんb      | EUPHORIA         | 翔咲心                                 |
| FOOTLOOSE        |                    |                  |                                        |
| Aチーム          | 9ピーマヨAズ       | 風男塾           | 英城凛空・葉崎アラン・胡桃沢鼓太郎     |
| Aチーム          | 9ピーマヨAズ       | Pipping Hot      | 有光陽稀・八雲杏・碇たくみ             |
| Aチーム          | 9ピーマヨAズ       | BOP              | 海憧乙綺・流雅真紗斗                   |
| Bチーム          | 9.B.Bチーズ        | 風男塾           | 柚希関汰・凰紫丈源・天堂太陽・赤星良宗 |
| Bチーム          | 9.B.Bチーズ        | Pipping Hot      | 雫月Lee・逢坂朔玖                      |
| Bチーム          | 9.B.Bチーズ        | BOP              | 翔咲心・彩浪遥斗                       |

## 作品

### シングル
| # | 発売日         | タイトル         | 楽曲制作                                                               | 参加メンバー | オリコン ウィークリー 最高位 | 備考 |
| - | -------------- | ---------------- | ---------------------------------------------------------------------- | --- | ---------------------------- | ---- |
| 1 | 2021年12月01日 | 夢限大セイリング | 作詞：阿久津健太郎 作曲：阿久津健太郎 編曲：佐久間誠                   | 風男塾(紅竜真咲/偉舞喜雅/神那橙摩/柚希関汰/英城凛空/葉崎アラン) ael-アエル-(有光陽稀/雫月Lee/逢坂朔玖/八雲杏/碇たくみ) EUPHORIA(翔咲心/海憧乙綺)                             | 13位                         |      |
| 2 | 2023年03月15日 | FOOTLOOSE        | 作詞：カミカオル 作曲：MUSOH、Erik Lidbom、PAICH JR. 編曲：Erik Lidbom | 風男塾(柚希関汰/英城凛空/葉崎アラン/天堂太陽/凰紫丈源/赤星良宗/胡桃沢鼓太郎) Pipping Hot(有光陽稀/雫月Lee/逢坂朔玖/八雲杏/碇たくみ) BOP(翔咲心/海憧乙綺/彩浪遥斗/流雅真紗斗) | 8位                          |      |

## タイアップ
| # | 楽曲             | タイアップ                                              |
| - | ---------------- | ------------------------------------------------------- |
| 1 | 夢限大セイリング | テレビ神奈川「関内エビル」12月テーマソング              |
| 1 | FOOTLOOSE        | テレ玉「ドレスキーとコレスキー」3月度オープニングテーマ |

## 出演

### インターネット
- 2021年11月1日、「東京国際ミュージック・マーケット（18thTIMM）」YouTube
- 2023年4月4日、「#ニューヨーク MCのトーク番組『TALKIN'ABOUT season2』」YouTube

### テレビ
- 2019年7月6日 -  7月28日「dreamBoat GUYダンス」 BSフジ
- 2021年11月29日「AIR」（海憧乙綺・翔咲心・偉舞喜雅・柚希関汰・碇たくみ・八雲杏） 長崎国際テレビ
- 2021年11月30日「マチコミ」（海憧乙綺・翔咲心） テレ玉
- 2021年12月3日「アニゲー☆イレブン!」BS11
- 2021年12月10日「関内デビル」（有光陽稀） テレビ神奈川
- 2023年2月13日「怪談のシーハナ聞かせてよ。第参章」（dreamBoat研究生 吟華） エンタメ～テレ
- 2023年3月7日「マチコミ」（柚希関汰・翔咲心） テレ玉
- 2023年3月10日「歌のサンセット」 テレビ東京
- 2023年3月12日「Love music」 フジテレビ
- 2023年3月18日 「ミッドナイトシャッフル」 テレビ岩手
- 2023年3月22日 「mm6」 MROテレビ
- 2023年3月23日 「bbt music selection」 富山テレビ
- 2023年3月27日 「AIR」 長崎国際テレビ
- 2023年3月28日 「BomberE」（翔咲心・英城凛空・碇たくみ） メ～テレ

### ラジオ
- GIRLS GIRLS GIRLS『dreamBoat 「男装パラダイス〜だんぱら〜」』（FM FUJI、2019年5月13日 - 2020年3月30日）
- dreamBoatのラジオボート (ニッポン放送他、2019年10月4日 - 2020年3月13日)
- dreamBoatのオールナイトニッポンGOLD（ニッポン放送、2019年11月8日） - 有光陽稀、日和乃愛、詩織叶逢、海憧乙綺

### 雑誌
- 「月刊TVfan」メディアボーイ 『イケメンDREAMあかでみぃ』

2019年06月号(2019/04/24発売)より連載、 番外編をWebにて公開TVfan Web
- 「B-PASS」シンコーミュージックエンタテイメント 『だんぱらB』

2019年11月号(2019/09/27発売)より連載

## ライブ・イベント

### ライブ
| 2019年   | 2019年                    | 2019年               | 2019年 | 2019年                                 |
| 公演日   | 公演名                    | 会場                 | 公演数 | 備考                                   |
| -------- | ------------------------- | -------------------- | ------ | -------------------------------------- |
| 04月07日 | dreamBoat convention 2019 | 渋谷ストリームホール | 1回    | 祈夜星波はスケジュールの都合により欠席 |
| 10月06日 | #だんぱら_フェス          | 渋谷ストリームホール | 2回    | 2部をニコ生で放送 レポート             |

| 2020年   | 2020年                                                       | 2020年                | 2020年 | 2020年 |
| 公演日   | 公演名                                                       | 会場                  | 公演数 | 備考 |
| -------- | ------------------------------------------------------------ | --------------------- | ------ | --- |
| 07月05日 | EUPHORIA episode 0 presented by dreamBoat                    | ニコニコ生放送        | 1回    | 事前に収録した「EUPHORIA」のLIVE映像の放送後、「EUPHORIA」詩織叶逢、翔咲心 「風男塾」偉舞喜雅 「ael-アエル-」綾目夏向が生実況配信に参加       |
| 07月05日 | ael-アエル- 配信ライブ2020〜#111493〜 presented by dreamBoat | ニコニコ生放送        | 1回    | 事前に収録した「ael -アエル-」のLIVE映像の放送後、「ael -アエル-」有光陽稀、雫月LEE 「風男塾」偉舞喜雅 「EUPHORIA」碧井湊都が生実況配信に参加 |
| 07月05日 | 風男塾 LIVE 2020〜千里動風〜 presented by dreamBoat          | ニコニコ生放送        | 1回    | 事前に収録した「風男塾」のLIVE映像の放送後、「風男塾」愛刃健水、神那橙摩 「ael-アエル-」日和乃愛 「EUPHORIA」海憧乙綺が生実況配信に参加       |
| 08月01日 | #だんぱら_フェス2                                            | 神戸 ハーバースタジオ | 3回    | コロナウィルスの影響により4月18日予定だった公演の振替公演 キャパシティも見直され2回公演から3回公演に変更→無観客ライブ生配信に変更             |
| 08月10日 | #だんぱら_フェス2                                            | 渋谷ストリームホール  | 3回    | コロナウィルスの影響により4月25日予定だった公演の振替公演 キャパシティも見直され2回公演から3回公演に変更 ニコ生にて配信                       |

| 2021年   | 2021年            | 2021年               | 2021年 | 2021年 |
| 公演日   | 公演名            | 会場                 | 公演数 | 備考 |
| -------- | ----------------- | -------------------- | ------ | --- |
| 05月15日 | #だんぱら_フェス3 | 渋谷ストリームホール | 2回    | ニコ生にて配信 翌日、各グループ2名参加によるライブを観ながらの実況配信が行われた レポート                                                                                                   |
| 12月04日 | #だんぱら_フェス4 | 神田明神ホール       | 2回    | 彩浪遥斗、流雅真紗斗初お披露目 OPactでdreamBoat研究生初お披露目（太陽こと後の天堂太陽初お披露目） ニコ生にて配信 翌日、各グループ2名参加によるライブを観ながらの実況配信が行われた レポート |

| 2022年   | 2022年            | 2022年               | 2022年 | 2022年 |
| 公演日   | 公演名            | 会場                 | 公演数 | 備考 |
| -------- | ----------------- | -------------------- | ------ | --- |
| 06月04日 | #だんぱら_フェス5 | 渋谷ストリームホール | 2回    | OPactでdreamBoat研究生出演 ニコ生にて配信 翌日、各グループ2名参加によるライブを観ながらの実況配信が行われた（残りのメンバーはコメント参加） ※レポート |
| 11月19日 | #だんぱら_フェス6 | 神田明神ホール       | 2回    | OPactでdreamBoat研究生出演 ニコ生にて配信 翌日、各グループ2名参加によるライブを観ながらの実況配信が行われた（残りのメンバーはコメント参加） ※レポート |

| 2023年   | 2023年                                                                | 2023年             | 2023年 | 2023年 |
| 公演日   | 公演名                                                                | 会場               | 公演数 | 備考 |
| -------- | --------------------------------------------------------------------- | ------------------ | ------ | --- |
| 03月02日 | ミンナアリガトウ vol.20 -約1年ぶりの復活SP-                           | Veats Shibuya      | 1回    | dreamBoat（Bチーム（凰紫丈源、翔咲 心、雫月Lee、天堂太陽、赤星良宗、逢坂朔玖、柚希関汰、彩浪遥斗））のみ参加                                                                                             |
| 03月08日 | 「SELENEPRINCESS」#13                                                 | 白金高輪 SELENE b2 | 1回    | dreamBoat（Aチーム）、dreamBoat（Bチーム）共に参加 |
| 03月12日 | 奇跡体験!バブルビンボー!!ジュリアナの祟り8周年記念〜野音で8音感謝祭〜 | 日比谷野外音楽堂   | 1回    | |
| 03月26日 | #だんぱら_フェス7                                                     | 神田明神ホール     | 2回    | OPactでdreamBoat研究生出演 ニコ生にて配信 翌日、各グループ2名参加によるライブを観ながらの実況配信が行われた（残りのメンバーはコメント参加） ※レポート 英城凛空は足負傷により椅子に座ってのパフォーマンス |

| 2024年   | 2024年                                                            | 2024年                                                          | 2024年 | 2024年                                                     |
| 公演日   | 公演名                                                            | 会場                                                            | 公演数 | 備考                                                       |
| -------- | ----------------------------------------------------------------- | --------------------------------------------------------------- | ------ | ---------------------------------------------------------- |
| 08月13日 | IDOL Treasure bottle LIVE〜真夏の幕張アイドルSPLASH祭り〜【DAY1】 | 千葉・イオンモール幕張新都心 グランドモール 1階グランドスクエア | 1回    | dreamBoat研究生、風男塾の出演                              |
| 08月31日 | JAPAN IDOL SUPER LIVE 2024 ＠残暑の陣編                           | 飛行船シアター                                                  | 1回    | dreamBoat研究生、風男塾の出演                              |
| 10月05日 | インクリプション presents 「inc.」                                | 渋谷DESEOmini                                                   | 1回    | dreamBoat研究生の出演                                      |
| 10月28日 | シンセレ2024                                                      | 赤羽ReNY alpha                                                  | 1回    | dreamBoat研究生の出演                                      |
| 11月20日 | S:CREAM Fès Vol.4                                                 | 五反田G6                                                        | 1回    | dreamBoat研究生の出演                                      |
| 11月22日 | 愛Dol Collection Vol,28                                           | 中野坂上S.U.B                                                   | 1回    | dreamBoat研究生の出演                                      |
| 11月25日 | 〜Star Music Live2024〜                                           | 五反田G7                                                        | 1回    | dreamBoat研究生の出演                                      |
| 12月14日 | 「JAPAN IDOL SUPER LIVE 2024」@冬の陣 SUPERNOVA KAWASAKI編        | SUPERNOVA KAWASAKI                                              | 1回    | dreamBoat研究生の出演 友夢は助骨にヒビが入っていたため欠席 |
| 12月16日 | 〜Star Music Live mini 2024〜                                     | 五反田G6                                                        | 1回    | dreamBoat研究生の出演 友夢は助骨にヒビが入っていたため欠席 |
| 12月22日 | JAPAN IDOL SUPER LIVE2024クリスマス公演                           | 日経ホール                                                      | 1回    | dreamBoat研究生、風男塾の出演                              |
| 12月25日 | 愛Dol Collection Vol,29 Xmas SP                                   | 中野坂上S.U.B                                                   | 1回    | dreamBoat研究生の出演                                      |

### イベント
2019年
- 4月28日「PRIZMAX presents "EBi-Dunk!!" in 富士急ハイランド」場所：富士急ハイランド  ※祈夜星波はスケジュールの都合により欠席
- 5月2日『「dreamBoat」合同イベント』 会場:ららぽーと豊洲　シーサイドデッキメインステージ

2021年
- 11月7日、28日「 dreamBoat single 「夢限大セイリング」リリースイベント＆特典会！！（チームb）」場所:Space emo(YouTube)
- 11月21日「 dreamBoat single 「夢限大セイリング」リリースイベント＆特典会!!（チームa）」場所:Space emo(YouTube)

2023年
- 3月2日「 dreamBoat 2nd single 「FOOTLOOSE」リリースイベント!（チームa）」場所:Space emo(YouTube)
- 3月6日「 dreamBoat 2nd single 「FOOTLOOSE」リリースイベント!（チームb）」場所:Space emo(YouTube)
- 5月3日 - 5月28日「ミクチャpresents サンリオキャラクター大賞 2023 アンバサダー 就任オーディション」（dreamBoat研究生 響玖）場所:ミクチャ
  - イベント期間中毎日配信（予選5/3〜5/14、決勝5/17〜5/28）
- 6月23日 - 25日「男装朗読劇Vol.10 『Deadman Blues〜黄泉への案内、承ります〜』」（dreamBoat研究生 想太）場所:絵空箱
- 7月11日、9月25日、11月21日「BP LIVE」場所:Livespace水道橋Words
  - dreamBoat研究生が出演

2024年
- 1月16日、3月12日、5月22日、7月17日、9月18日「BP LIVE」場所:Livespace水道橋Words
  - dreamBoat研究生が出演
- 4月7日「みぢ怪談」（dreamBoat研究生 吟華）場所:秋葉原ハンドレッドスクエア
- 4月14日、6月1日、8月24日、12月28日「かわいいおん in イオンモール冨津」（dreamBoat研究生）場所:イオンモール冨津

2025年
- 1月21日「BP LIVE」場所:Livespace水道橋Words
  - dreamBoat研究生が出演
- 3月4日「BP LIVE」場所:Livespace水道橋Words
  - 吟華が出演